# Martina Schröter
Martina Schröter (Weimar, 16 novembre 1960) è un'ex canottiera tedesca.

## Palmarès

### Olimpiadi
- 2 medaglie:
  - 1 oro (Seul 1988 nel due di coppia)
  - 1 bronzo (Mosca 1980 nel singolo)

### Mondiali
- 5 medaglie:
  - 2 ori (Duisburg 1983 nel due di coppia; Hazewinkel 1985 nel due di coppia)
  - 3 argenti (Bled 1979 nel singolo; Lucerna 1982 nel due di coppia; Copenaghen 1987 nel singolo)